# 偵察直升機

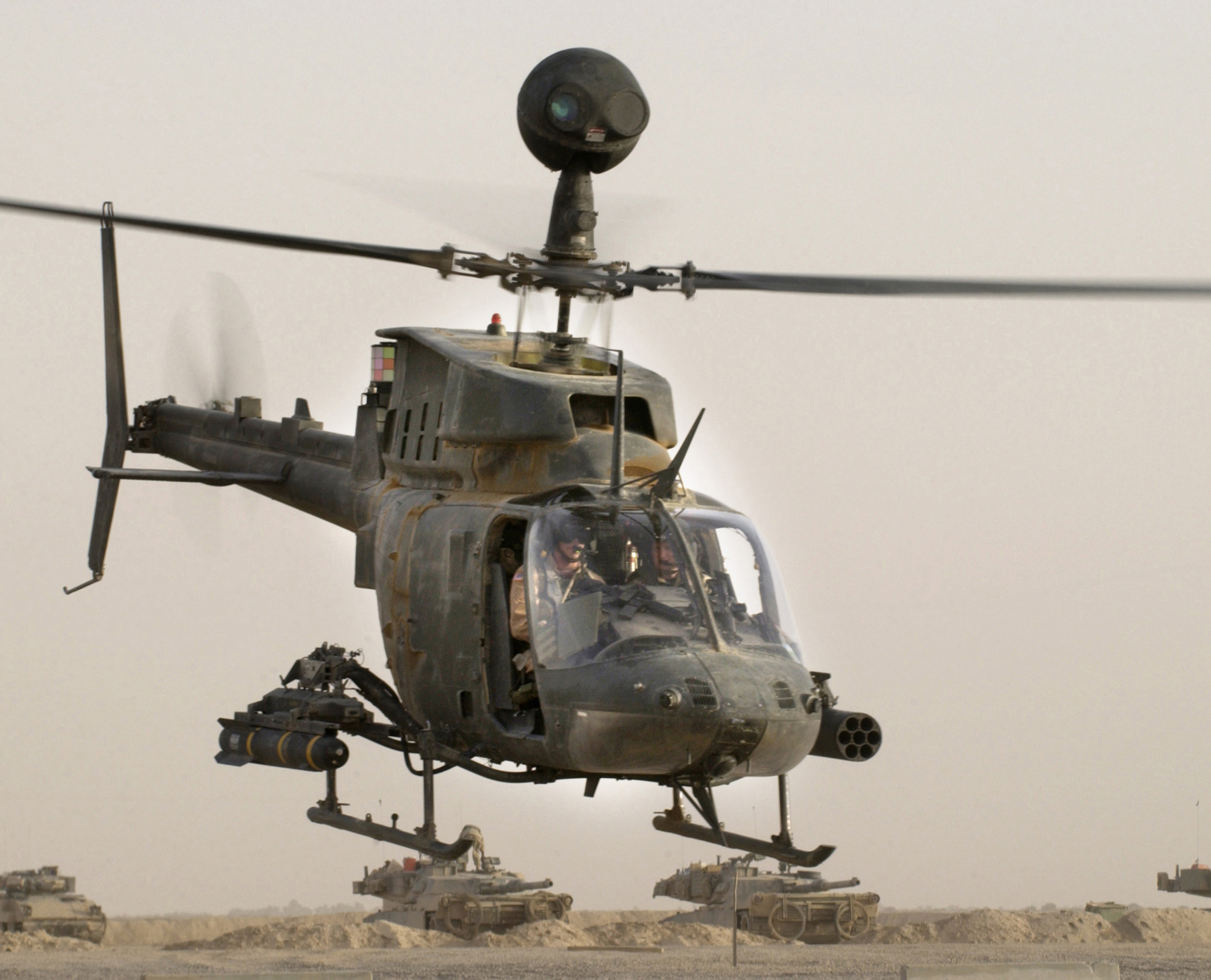
OH-58奇奧瓦偵察直升機

偵察直升機是和偵察機一樣，擔任情報與資料蒐集的軍用機種。偵察直升機擔任近距離或者是接近戰場地區的情報蒐集工作，和戰術偵察機一樣，主要是擔任軍方支援的偵蒐角色。由於直升機可以懸停在敵人探測不到的地方進行情報與資料蒐集，
偵察直升機現時仍是主要的情報與資料蒐集的軍用機種之一。